# Dren, Lazarevac
Dren (izvirno srbsko Дрен) je naselje v Srbiji, ki upravno spada pod Mestno občino Lazarevac; slednja pa je del Mesta Beograd.

## Demografija
V naselju živi 333 polnoletnih prebivalcev, pri čemer je njihova povprečna starost 37,9 let (36,9 pri moških in 39,1 pri ženskah). Naselje ima 137 gospodinjstev, pri čemer je povprečno število članov na gospodinjstvo 3,25.
|  |

| Demografija | Demografija     | Demografija     |
| Leto        | Št. prebivalcev | Št. prebivalcev |
| ----------- | --------------- | --------------- |
|             |                 |                 |
|             |                 |                 |
|             |                 |                 |
|             |                 |                 |
| 1948        | 484             |                 |
| 1953        | 467             |                 |
| 1961        | 437             |                 |
| 1971        | 402             |                 |
| 1981        | 403             |                 |
| 1991        | 453             | 452             |
| 2002        | 455             | 445             |
|             |                 |                 |

| Etnična sestava po popisu iz leta 2002 | Etnična sestava po popisu iz leta 2002 | Etnična sestava po popisu iz leta 2002 | Etnična sestava po popisu iz leta 2002 | Etnična sestava po popisu iz leta 2002 |
| -------------------------------------- | -------------------------------------- | -------------------------------------- | -------------------------------------- | -------------------------------------- |
| Srbi                                   | Srbi                                   |                                        | 444                                    | 99,77%                                 |
| Rusi                                   | Rusi                                   |                                        | 1                                      | 0,22%                                  |
| Neznano                                | Neznano                                |                                        | 0                                      | 0,0%                                   |